# Thereva stuckenbergi
Thereva stuckenbergi är en tvåvingeart som beskrevs av Lyneborg 1976. Thereva stuckenbergi ingår i släktet Thereva och familjen stilettflugor. Inga underarter finns listade i Catalogue of Life.